# André Rivier
André Rivier (* 18. Mai 1914 in Jouxtens-Mézery; † 28. April 1973 in Le Mont-sur-Lausanne) war ein Schweizer Gräzist.
Nach einem Studium der Klassischen Philologie an der Universität Lausanne erwarb er 1936 das Lizentiat und wurde 1944 promoviert. Es folgte 1950 bis 1951 ein Studienjahr in Oxford. Darauf war er von 1938 bis 1941 Lehrer in Istanbul, von 1941 bis 1957 am Mädchengymnasium Lausanne. Von 1947 bis 1957 wirkte er als Privatdozent, 1957 bis 1965 als ausserordentlicher Professor, schliesslich 1965 bis 1973 als Professor für griechische Sprache und Literatur an der Universität Lausanne. Von 1966 bis 1968 fungierte er als Dekan der geisteswissenschaftlichen Fakultät.
Rivier arbeitete vor allem zu den Tragödiendichtern Euripides und Aischylos, zu den Vorsokratikern und zu Hippokrates. In der Interpretationsmethodik setzte er auf ein unmittelbares Textverständnis.

## Schriften (Auswahl)
- Essai sur le tragique d’Euripide. 1964. Seconde édition entièrement revue. Broccard, Paris 1975. – Rezension von Herman Van Looy, in:  L’antiquité classique. 44, 1975, S. 709–710, (online)
- Euripide. Sept exposés et discussions par J. C. Kamerbeek, André Rivier, Hans Diller, Albin Lesky, R. P. Winnington-Ingram, Günther Zuntz, Victor Martin. Vandoeuvres-Genève, Fondation Hardt 1960 (Entretiens sur l’Antiquité Classique, Tome VI)
- Études de Littérature grecque. Théâtre, Poésie lyrique, Philosophie, Médecine. Recueil publié par François Lasserre et Jacques Sulliger. Droz, Genève 1975. – Rezension von Herman Van Looy, in:  L’antiquité classique. 45, 1976, 265–266, (online). (Gesammelte Aufsätze)